# Chelonoidis vicina
Chelonoidis vicina là một loài rùa trong họ Testudinidae. Loài này được Günther mô tả khoa học đầu tiên năm 1874.